# 星岩
星岩（英语：Starlite）是一种据称能够在极端高温下实现热绝缘的材料。它由英国业余化学家、理发师莫里斯·沃德在20世纪七八十年代发明。1990年BBC科技节目《明日世界》中报道了此材料，其后受到了广泛的关注。星岩这个名字是沃德的孙女金伯利杜撰出来的。沃德于2011年去世，他只向自己的近亲透露了星岩的成分。该材料据信是一种膨胀型材料，市场上可以买到有相似性能的产品。美国的Thermashield有限公司宣称已获得星岩的专利并仿制了它。

## 性能
在测试中，星岩号称能抵抗能产生10000摄氏度温度的激光束的攻击。明日世界和BBC廣播四台的现场演示表明，涂有星岩的鸡蛋可以保持生冷，即使放在喷灯的火焰下5分钟后也可以用手拿起来。它还可用于防止喷灯损伤人的手。材料被加热时会炭化，形成一个膨胀的低密度碳泡沫，非常耐热。
前英国国防部首席科学顾问罗纳德·梅森爵士评价：“莫里斯有时会说科学领域的胡话，但这确实是最值得注意的材料。”
材料学家马克·米奥多尼克把星岩描述成一种泡沸油漆，并且是他最想亲眼看到的材料之一。
美国国家航空航天局的发言人鲁迪·纳兰霍在谈到他们与沃德的讨论时说：“我们已经做了很多评估，而且……我们知道这些材料存在的巨大可能性。”

## 构成
星岩的成分受严格保密，但据说它含有各种有机聚合物和共聚物与有机和无机添加剂，包括硼酸盐和少量陶瓷及其他特殊阻隔成分，共达21种。它不是完全无机的，反而含有高达90%的有机物；这对于一种耐热防爆材料的原料来说也许是独一无二的。
沃德最小的女儿尼古拉·麦克德莫特表示，星岩是“纯天然”、可食用的，曾经被喂给狗和马，没有造成任何不良影响。

## 商业化
沃德允许各种组织，如核武研究所和帝国化学工业对样品进行测试，但由于担心逆向工程，他不允许他们保留样品。沃德坚称他的发明价值数十亿美元。
尽管沃德自称与美国国家航空航天局等各种组织进行了讨论，他还是极力保护这种材料的配方，因为他担心失去这项材料的专利（他甚至不让样品离开他的视线）。直到他去世时，星岩似乎还没能商业化，配方也没有向公众公布。据英国广播公司2016年播出的《裸体科学家》节目称，沃德的死带走了他的秘方。

## 仿制
2018年，YouTube作者“nightthawkinlight”试图创造一种材料来复制星岩的特性。他通过观察发现星岩中产生膨胀的碳泡沫的机理与法老之蛇相似，并用玉米淀粉、小苏打和PVA胶调制了一种配方。干燥后，这种材料在暴露于高温时会在表面产生一层薄的碳泡沫，使材料进一步热绝缘。
美国公司Thermasshield在他们的部落格上发布信息说，他们在2013年从他的遗孀艾琳·沃德手中获得了有关星岩的所有权利，并成功复制了此材料。